# Триметрическая проекция
Триметрическая прое́кция — это аксонометрическая проекция, у которой коэффициенты искажения по всем трём осям не равны между собой.

## Применение
Триметрическая проекция используется в САПР для наглядного изображения детали на чертеже, позволяя увидеть геометрическую модель изделия с разных сторон, а также в компьютерных играх для построения трёхмерного изображения.